# Meschdunarodnoje schosse
Die Meschdunarodnoje schosse (russisch Международное шоссе, deutsch Internationale Autobahn) ist eine Autobahn, die die russische Stadt Chimki mit dem Flughafen Moskau-Scheremetjewo verbindet. 
Die Autobahn ist 3,92 km lang und hat 3 Fahrspuren je Fahrtrichtung. Die zulässige Höchstgeschwindigkeit liegt bei 110 km/h.
Die am 19. März 1984 eröffnete und nach dem Internationalen Flughafen Scheremetjewo benannte Autobahn verbindet die Fernstraße M10 Rossija mit der Autobahn M11 Newa und dem zweiten Terminal des Flughafens Moskau-Scheremetjewo, der eigens für die Olympischen Sommerspiele 1980 gebaut wurde. Das Terminal wurde früher inoffiziell als Internationales Terminal oder sogar als Internationaler Flughafen von Moskau bezeichnet, da es bis Anfang der 1990er Jahre hauptsächlich internationale Flüge abfertigte und das wichtigste internationale Terminal der sowjetischen Hauptstadt war.